# تامی چونگ

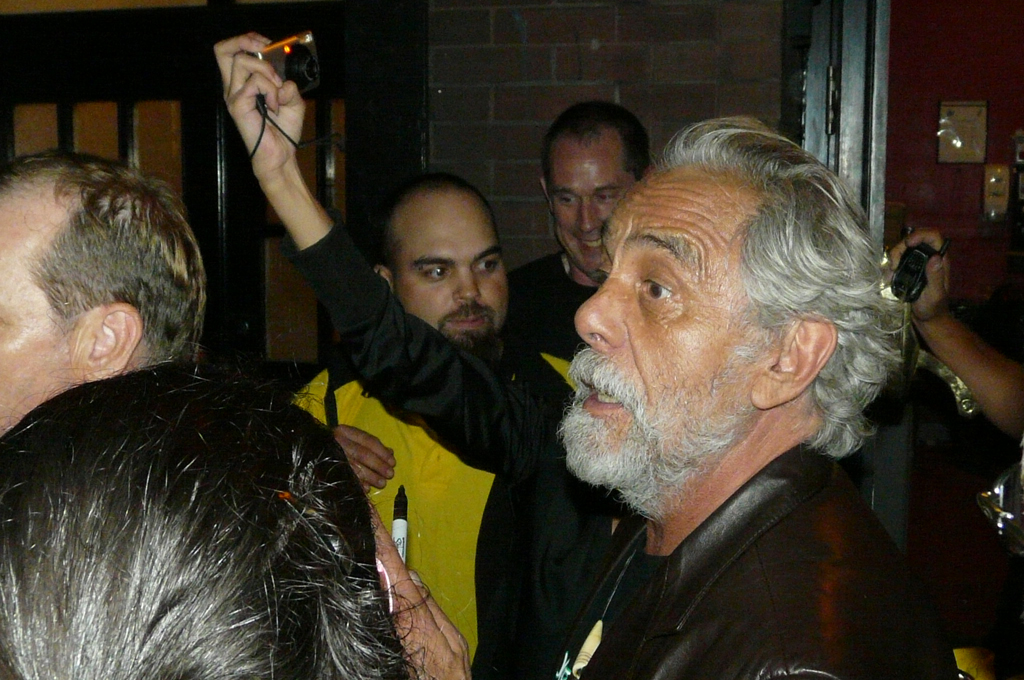
چونگ در سال ۲۰۰۸

تامی چونگ (انگلیسی: Tommy Chong؛ زادهٔ ۲۴ مهٔ ۱۹۳۸) یک هنرپیشه، نویسنده، کارگردان، و نوازنده اهل ایالات متحده آمریکا است.
او در انیمیشن فرنگولی: آخرین جنگل بارانی و زوتوپیا به عنوان گوینده حضور یافته‌است.